# 再现 (音乐)
在音乐中，再现是指原始主题经过新的陈述（包括对比式或展开式的乐思陈述）再重新回到原始陈述。再现的规模不等，如在一部曲式中有时只再现一个乐句。如门德尔松艺术歌曲《乘着歌声的翅膀》，由5个乐句组成，最后一个乐句（始于第18小节）即是第一乐句的再现。而在较大型乐曲中再现可形成较完整和独立的部分，被称为再现部。